# Vyacheslav Artyomov
Predefinição:RefimproveBLP

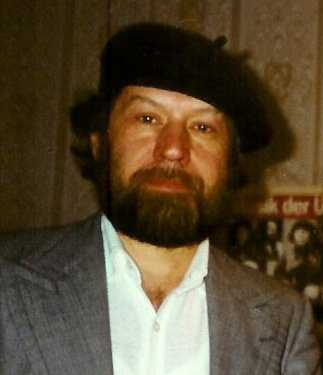
Vyacheslav Artyomov

Vyacheslav Petrovich Artyomov, também Artemov, (em russo:  Вячесла́в Петро́вич Артё́мов, nascido em 29 de junho de 1940) é um compositor russo e soviético.

## Biografia
Artyomov inicialmente estudou física na Universidade de Moscou, e posteriormente estudou música. Ele se graduou no Conservatório de Moscou em 1968, onde estudou composição com Nikolai Sidelnikov. Ele se tornou um membro da União dos  Compositores e da ACM - Association for Contemporary Music (Associação de Música Contemporânea). Foi um editor ativo da publicação "Musyka"por muitos anos. Em 1975, entrou para o grupo de improvisação "Astreya", com os compositores Sofia Gubaidulina e Viktor Suslin.Em 1979, ele foi listado como um dos "Sete Khrennikov" no Sexto Congresso de Compositores da União Soviética, por participar, sem autorização, de alguns festivais de música soviética no Ocidente. Artyomov também foi membro da Academia Russa de Ciências Naturais. Ele tem sido um compositor freelance desde 1979.

## Música
Em sua música, Artyomov combina ecletismo com experimentação. Inicialmente, suas composições foram de estilo  neoclássico. Posteriormente, ele partiu para o estilo folclórico, experimentando dodecafonismo, ritmo livre, politonalidade e minimalismo. As composições de Artyomov mostram seu interesse nos motivos arcaicos ("Invocations", "Totem") e cristãos ("Requiem", "Ave, Maria"), assim como meditação oriental ("Awakening", "A Symphony of Elegies", "Moonlight Dreams").

## Trabalhos
- Symphony of the Way (tetralogia) 
  - Way to Olympus) 1978-1984
  - On the Threshold of a Bright World, 1990, 2002
  - Gentle Emanation, 1991, 2004
  - The Morning Star Arises, 1993
- Requiem, 1985-1988;
- In Memoriam, 1968, 1984
- Gurian Hymn, 1986
- A Symphony of Elegies, 1977;
- A Garland of Recitations, 1975-1981
- Tristia I, 1983
- Ave, Maria, 1989
- Pieta, 1992, 1996
- Tristia II, 1997, 1998
- Star Wind, 1981;
- Hymns of Sudden Wafts, 1983
- Invocations, 1981
- Moonlight Dreams, 1982

## Discografia
- CDBMR011129 - Vyacheslav Artyomov: Requiem Moscow Philharmonic Symphony Orchestra Boheme
- CDBMR002124 - Vyacheslav Artyomov: - Ave Boheme
- CDBMR010127 - Vyacheslav Artyomov: Awakening, Concert of the 13, Morning Songs & A Garland of Recitations Boheme
- OCD514 - Vyacheslav Artyomov: Invocations Lydia Davydova / Mark Pekarsky / Percussion Ensemble Olympia
- OCD516 - Vyacheslav Artyomov: Way Various Olympia

## Literatura
- Artëmov, Vjačeslav; V. Mud'jugina (2004): Vjačeslav Artëmov. Muzyka, Moskau. ISBN 5-7140-0177-X. [Booklet, russo e inglês]
- Andreas Kloth (2009): Der russische Komponist Vjačeslav Artëmov: Ein Beispiel für die politisch und gesellschaftlich bedingte Rezeption nonkonformistischer sowjetischer Komponisten. Die Blaue Eule, Essen. ISBN 3899242440
- Gerard McBurney “Vyacheslav Artyomov” em Contemporary Composers (Chicago & London: St. James Press, 1992)
- Robert Matthew-Walker (1997): The music of Vyacheslav Artyomov: an introduction. St Austell. ISBN 1-898343-06-3